# Den svenska sångboken
Den svenska sångboken, publicerad första gången 1997 med 331 sånger och 2003 i en ny upplaga med 365 sånger, är en svensk sångbok som innehåller ett urval av Sveriges mest omtyckta sånger och visor. Urvalet och kommentarerna är av Anders Palm och Johan Stenström. 
Sångboken innehåller en samling av de mest levande sångerna från äldre tid till nutid. Således finns där folkvisor, psalmer, visor och schlager, samt andra modernare sånger. Boken är, enligt egen utsago, det mest ambitiösa försöket att i en enda volym samla det som kallas för "den svenska sångskatten".
Bland de äldre sångerna märks visor av Carl Michael Bellman, Birger Sjöberg och Evert Taube. Bland nyare poeter, trubadurer och artister märks Lars Forssell, Olle Adolphson, Ulf Lundell, Mikael Wiehe, Lasse Berghagen, Benny Andersson, Eva Dahlgren, Lisa Ekdahl och Åsa Jinder. Merparten av boken utgörs av sångerna, med text och noter. I slutet av boken finns kommentarer och referenser till respektive sång.